# Balcon Saint-Eustache
Pour les articles homonymes, voir Balcon (homonymie).
Le balcon Saint-Eustache est une voie du 1er arrondissement de Paris, en France.

## Situation et accès
Le balcon Saint-Eustache est situé sur le pourtour de la place Basse (située en contrebas au niveau -3), en vis-à-vis du passage de la Réale, desservant les paliers des portes Lescot et Berger, au niveau -2 du secteur Forum Central des Halles (Forum des Halles).
Une partie de ce balcon est sous verrières.

## Origine du nom

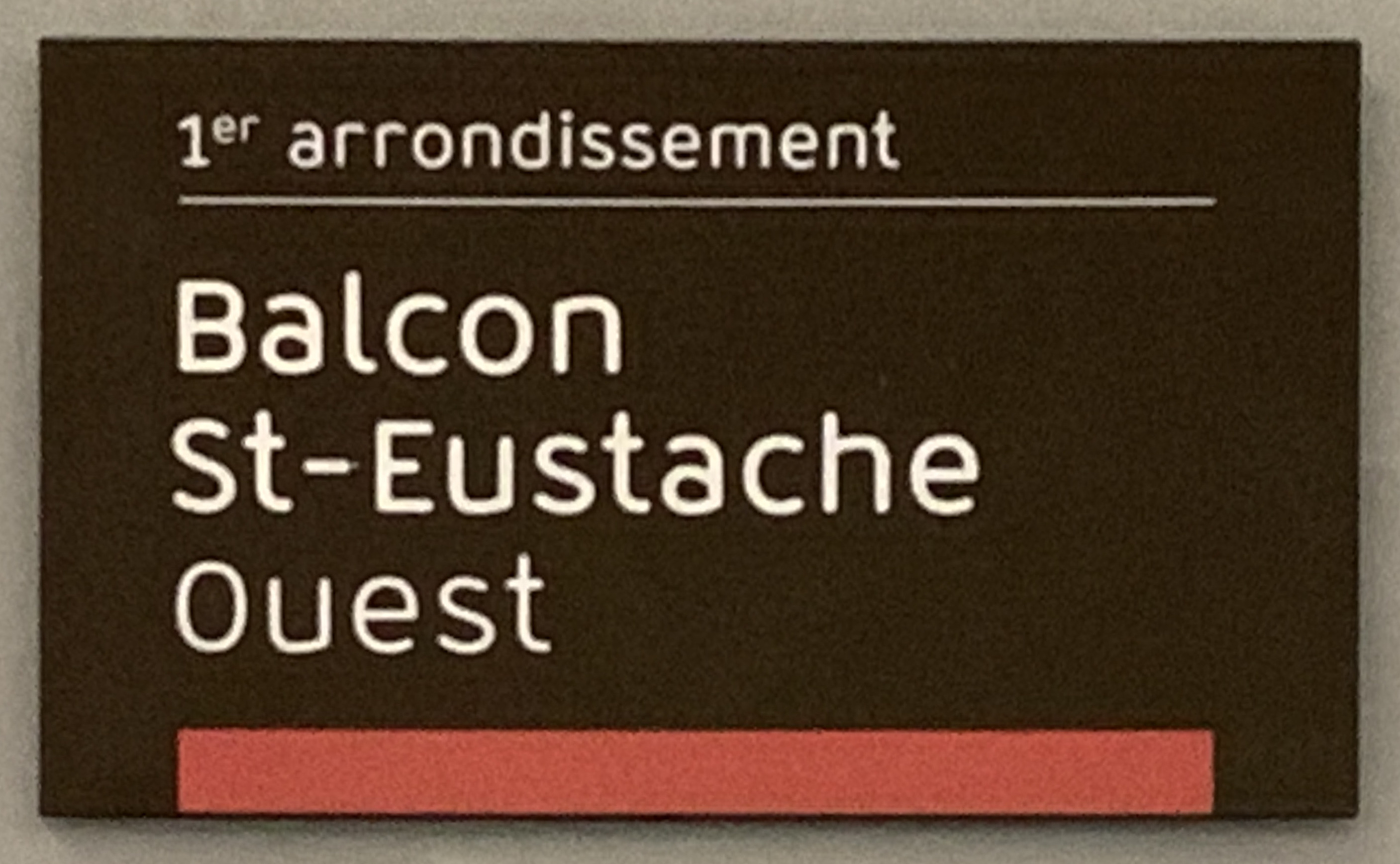
Plaque de la partie ouest de la voie.

Le balcon Saint-Eustache tient son nom de l’église Saint-Eustache visible depuis ce balcon.

## Historique
Cette voie a été créée lors de l’aménagement du secteur Forum Central des Halles (Forum des Halles).
Le balcon Saint-Eustache a reçu son nom par arrêté municipal du 18 décembre 1996. 